# Papillonotus
Papillonotus – rodzaj roztoczy z kohorty mechowców i monotypowej rodziny Papillonotidae.
Rodzaj ten został opisany w 1961 roku przez Johna Anthony'ego Wallworka. Gatunkiem typowym wyznaczono Papillonotus maculatus. Dawniej zaliczany był do rodziny Oppidae. W osobnej rodzinie umieścił go János Balogh. 
Rodzaj paleotropikalny, znany z Afryki, Indii i Borneo.
Należą tu 4 opisane gatunki:
- Papillonotus granulosus Wallwork, 1961
- Papillonotus hauseri Mahunka, 1988
- Papillonotus maculatus Wallwork, 1961
- Papillonotus tricarinatus Sarkar et Subías, 1983